# Nordalbíngia
Nordalbíngia (em alemão:  Nordalbingien) ou Albíngia do Norte, foi uma das quatro regiões administrativas do medieval Ducado da Saxônia. O nome da região é baseado no nome em latim Alba do Rio Elba, e se refere a uma área localizada ao norte do Elba, correspondendo basicamente a região que hoje é a Holsácia. Situada em onde hoje é o Norte da Alemanha, este é o domínio dos Saxões mais antigo conhecido.

## Geografia
De acordo com o Gesta Hammaburgensis Ecclesiae Pontificum de 1076 da crônica de Adão de Bremen, Nordalbíngia consistia de três áreas tribais (ver Gau):
- Dithmarschen, na costa do Mar do Norte, na boca do rio Elba até o rio Rio Eider no norte;
- A própria Holsácia, situada no rio Stör, um afluente do Elba;

- Stormarn na margem norte do Elba, incluindo a área atual de Hamburgo.

As Tribos de Nordalbíngia eram aliadas aos ajustamentos saxões em Land Hadeln (Haduloha) a sul do Elba. No leste, em Limes Saxoniae, uma região inacessível entre o Elba e o atual Kieler Förde no Mar Báltico, formou uma fronteira natural com as terras de Wagria povoadas pelos eslavos Obotritas.